# Bruno S. Frey

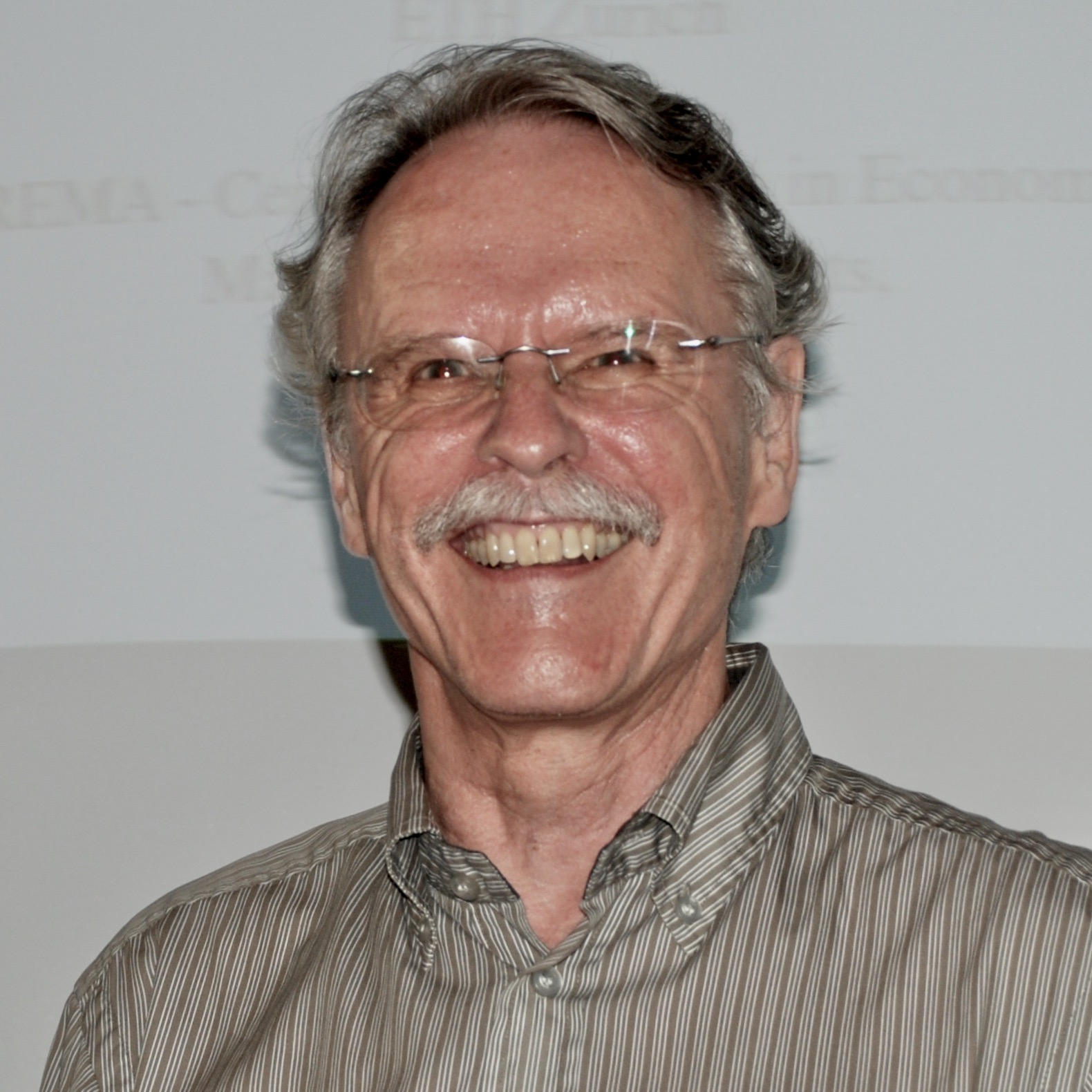
Bruno Frey (2010)

Bruno S. Frey (* 4. Mai 1941 in Basel) ist ein Schweizer Wirtschaftswissenschaftler. Er gilt als einer der Pioniere der Ökonomischen Theorie der Politik und der ökonomischen Glücksforschung sowie als führender Forscher im Bereich der Kulturökonomik.
Frey ist ständiger Gastprofessor für Politische Ökonomie an der Universität Basel. Des Weiteren ist er Forschungsdirektor des von ihm gegründeten CREMA – Center for Research in Economics, Management and the Arts in Zürich.
Frey hat in wissenschaftlichen Zeitschriften der Nationalökonomie sowie in Journalen der Politikwissenschaft, der Managementlehre, der Psychologie, der Soziologie, des Rechts, der Geschichte, der Kunst und Kultur und der Theologie veröffentlicht.
Er steht laut aktuellem research-Ranking weltweit auf Platz 16 der Kategorie Economics and Finance und auf Platz 3 der Kategorie Political Science. In der Wirtschaftswoche (14.12.23) war Frey Nummer 1 im Ranking für das wissenschaftliche Lebenswerk für Ökonomen aus Deutschland, Österreich und der Schweiz.

## Ausbildung, Tätigkeiten
Bruno Frey beendete 1964 sein Studium der Nationalökonomie an der Philosophisch-Historischen Fakultät der Universität Basel und an der Universität Cambridge (England) mit dem Licentiatus rerum politicarum (Lizenziat). Er wurde 1965 promoviert und habilitierte sich 1969 an der Universität Basel, der er von 1970 bis 2010 als ausserordentlicher Professor verbunden blieb. Eine ordentliche Professur erhielt Frey 1970 an der Universität Konstanz; 1977 wechselte er als Ordinarius für Volkswirtschaftslehre an die Universität Zürich. Von 2010 bis 2013 arbeitete er als Distinguished Professor of Behavioural Science an der Warwick Business School.
Ende Juli 2012 liess die Universität Zürich das Arbeitsverhältnis des mittlerweile emeritierten Professors auslaufen. Laut Medienberichten war Kritik an Freys wissenschaftlicher Arbeitsweise Anlass der Entscheidung. Von 2012 bis 2015 war Frey Gastprofessor für Politische Ökonomie an der Zeppelin Universität Friedrichshafen. Seit August 2015 ist Frey Permanent Visiting Professor an der Universität Basel, wo er Mitgründer des Center for Research in Economics and Well-Being (CREW) ist.
Frey ist seit 1969 tätig als Mitherausgeber der volkswirtschaftlichen Fachzeitschrift Kyklos. Seit 2004 leitet er als einer der vier Forschungsdirektoren das CREMA (Center for Research in Economics, Management and the Arts), eine private unabhängige Organisation, gemeinsam mit seinen Mitgründern Reiner Eichenberger (Universität Fribourg) und René L. Frey und der später dazugekommenen Margit Osterloh (Universität Zürich).
2004 wurde er neben vier Nobelpreisträgern in das achtköpfige Expertenkomitee des Copenhagen Consensus berufen. Hier wurden, auf der Basis von ökonomischen Kosten-Nutzen-Analysen, Empfehlungen dazu erarbeitet, welchen Herausforderungen der Menschheit (Hunger, AIDS, Wasserversorgung, Zugang zu sanitären Einrichtungen, Handelsbeschränkungen, Korruption und globale Erwärmung) Priorität beigemessen werden sollte.
Frey hat die im November 2016 veröffentlichte Charta der Digitalen Grundrechte der Europäischen Union unterstützt.

## Forschung
Freys Forschungsschwerpunkt ist die Anwendung der Ökonomie auf neue Bereiche (Politik, Kunst, Geschichte, Terrorismus und Krieg, Familie) und die Erweiterung des Modells menschlichen Verhaltens durch Einbezug psychologischer und soziologischer Elemente (Verhaltensökonomie). Er hat sich jeweils als einer der ersten Ökonomen befasst mit den Gebieten:
- Empirische Modelle zum Zusammenhang von Wirtschaft und Politik, insbesondere politisch-ökonomische Konjunkturzyklen
- Neue Konzepte des Föderalismus (Functional, Overlapping, Competing Jurisdiction, FOCJ)
- Crowding-out und intrinsische Motivation
- Auszeichnungen.

### Politik, Politische Ökonomie

#### Demokratie und Föderalismus
Auf diesem Gebiet befasste sich Frey hauptsächlich mit der Rolle der direkten Demokratie. Er entwickelte (zusammen mit Reiner Eichenberger) eine funktional orientierte Form des Föderalismus namens Functional Overlapping Competing Jurisdiction (FOCJ). Die Autoren betrachten sowohl die direkte Demokratie als auch den Föderalismus als richtungsweisende Institutionen der Zukunft.

#### Ökonomie des Terrorismus
Frey argumentiert, dass Terroristen möglichst in die zivile Gesellschaft zurückgebracht werden sollten, indem man mit ihnen diskutiert und ihre Anliegen ernst nimmt. Ein wirksames Mittel gegen Terrorismus sei auch eine Dezentralisierung von Wirtschaft und Politik. Abschreckungen seien selten sinnvoll für den Umgang mit Terroristen. Hierbei beruft sich Frey auch auf geschichtliche Erfahrungen.

#### Neue Vorschläge zu Demokratie und Partizipation
Aus einer Public Choice Perspektive entwickelt Bruno S. Frey unterschiedliche demokratie- als auch partizipationsrechtliche Ideen, die sowohl im politischen als auch im wirtschaftlichen Kontext Anwendung finden können:
1. Unternehmen könnten Stimmrechte, die gewöhnlich bei den Eigentümern bzw. Gesellschaftern liegen, teilweise an die Belegschaft, Kunden oder andere am unternehmerischen Prozess beteiligte Akteure ausgeben, um damit von derer Nähe und Wissen über den operativen Geschäftsprozess zu profitieren und über teilhabe Motivation zu generieren.
2. Bezüglich demokratischer Wahlsysteme in einem Staat schlägt Bruno S. Frey eine Kopplung von Wohnhaft und Stimmrecht sowie einem respektive Einschleifen und Ausschleifen von Stimmengewichtungen vor. Damit folgt er dem grundlegenden demokratischen Konzept, dass diejenigen entscheiden, welche betroffen sind.
  1. Einwanderer beispielsweise könnten nach den ersten zwei Jahren 20 %, nach fünf Jahren 50 % und auch 100 % des Stimmgewichtes erhalten.
  2. Im Ausland lebende Staatsbürger würden respektiv ein abnehmendes Stimmrechts-Gewicht erhalten.
  3. Für Pendler wiederum wäre eine Aufteilung des Stimmrechts 50 % am Wohnort, 50 % im Land der Anstellung denkbar.
3. Bezüglich Verfassungsrechtlichen Entscheidungen schlägt Frey eine überproportionale Gewichtung von Stimmen von älteren Wählern vor. Ganz im Gegensatz zu der gewöhnlichen Argumentation, dass junge Menschen stärker in demokratische Entscheidungen involviert sein sollten, da Entscheidungen weiter in ihre persönliche Zukunft hinein reichen, geht Frey davon aus, dass bei verfassungsrechtlichen Grundsatzentscheidungen alte Menschen weniger Eigeninteressen geleitet entscheiden und damit tragfähigere Entscheidungen zustande kommen.
4. Bezüglich des Phänomens knapp aussehender Volksabstimmungen schlägt Frey vor, dass die knapp gescheiterte Opposition dazu angehalten werden sollte, sofort ein Gegenvorschlag bzw. neuen Kompromiss auszuarbeiten, über welchen zeitnah wieder abgestimmt wird und welcher potentiell einen grösseren Teil der Bevölkerungsmeinungen abbildet.
5. Frey schlägt zudem vor, dass zufallsbasierte oder aleatorische Konzepte neben Wahlen in Demokratien eingesetzt werden könnten. Das Zufallsprinzip erlaubt die konkrete Garantie von Chancengleichheit, Fairness und präziser Representation und reduziert damit politische Probleme, welche die Neue Politische Ökonomie beschreibt.
  1. Volksreferenden könnten per Los entschieden werden, dessen Gewichtung könne auf den Abstimmungsergebnissen beruhen.
  2. Parlamentsmitglieder könnten teilweise per Los aus der Gesamtbevölkerung in das Parlament gewählt werden.

#### Flexible Entscheidungsregel
Als Alternative zur etablierten Einfachen Mehrheitsregel schlägt Frey die Flexible Entscheidungsregel vor. Diese Änderung ist deshalb erforderlich, weil auch bekannte direktdemokratische Verfahren keine vollumfängliche Mitsprache ermöglichen. Denn wenn Entscheidungen durch einfache Mehrheiten erfolgen, werden die Anliegen der Überstimmten vernachlässigt. Flexible Entscheidungsregeln sollen genau diesen Nachteil von Mehrheitsregierungen überwinden. Sie funktionieren wie folgt: Die Wählerschaft stimmt über einen Vorschlag ab. Die unterlegene Meinung wird nun nicht, wie bisher, vollständig ausgeschlossen, sondern in dem Maße ihres Teilerfolges mit in die zukünftige Lösung integriert. Wenn bei einer Abstimmung zur Senkung des Wahlalters von 18 auf 16 Jahre das Ergebnis beispielsweise so lautet, dass 65 Prozent dagegen und 35 Prozent dafür sind, würde den Jugendlichen bisher jegliches Stimmrecht verweigert. Mit der neuen Regelung könnte hingegen vereinbart werden, dass Jugendliche unter 18 Jahre zwar kein volles Stimmrecht erhalten, aber immerhin 35 Prozent des Gewichts einer vollen Stimme.

#### Neuer Vorschlag zur Flüchtlingspolitik
Im April 2016 publizierte Bruno Frey zusammen mit der Ökonomin Margit Osterloh einen viel beachteten Artikel, der auch im Radio und Fernsehen diskutiert wurde. Sie schlagen in Analogie zum Genossenschaftsmodell vor, dass Flüchtlinge einen Anteilschein zum Eintritt ins Land erwerben müssen. Wer einen solchen Anteilsschein kauft, kann in das entsprechende Land einreisen und erhält eine Arbeitsbewilligung. Anerkannten politischen Asylbewerbern wird die Gebühr zurückerstattet. Mit diesem Verfahren würden die kriminellen Schlepper ausgebootet und die Integrationsmotivation der Flüchtlinge gestärkt. Ausserdem werde ihre Bereitschaft zur Rückkehr in ihr Heimatland unterstützt, nicht zuletzt, weil sie dann ihren Anteilschein verkaufen und mit dem Geld eine Position in ihrer Heimat aufbauen können. Die Flüchtlinge würden nicht länger als passive «Ware» behandelt, sondern können sich als Individuen selbst entscheiden. Der Vorschlag sei somit für die Flüchtlinge, das Empfängerland und das Heimatland vorteilhaft.

#### Night light intensity als Indikator ökonomischer Aktivität
Es ist weitgehend bekannt, dass viele autokratische Regierungen systematisch offizielle BIP-Statistiken manipulieren. Die Determinanten liegen allerdings noch grösstenteils im Verborgenen, mit Ausnahmen in spezifischen Kontexten wie der Autokratie oder bestimmten Beförderungsstrukturen. Durch die Erweiterung um institutioneller Faktoren, die die Datenmanipulation beeinflussen können, liegen folgende Ergebnisse vor:
- Wirtschaftliche Offenheit verringert die Manipulation, Dezentralisierung erhöht diese.
- Politische Offenheit verringert die Manipulation für Länder, die das BIP zu niedrig ausweisen, und erhöht die Manipulation für Länder, die das BIP zu hoch ausweisen.
- Überraschenderweise werden keine Auswirkungen der Pressefreiheit und der Unabhängigkeit des statistischen Amtes gefunden.

Ein darauf aufbauendes Thema beschäftigt sich mit der Frage nach den Manipulationsmöglichkeiten von Nachtlichtintensität, die als exogene, aus dem Weltraum gemessene Indikatoren gelten. Es wird davon ausgegangen, dass sie unabhängig von Manipulationen durch Regierungen sind, was bei herkömmlichen BIP-Messungen ein ernstes Problem darstellt. Messungen der nächtlichen Lichtintensität sind daher für eine Vielzahl von Akteuren, einschliesslich Wirtschaftsforschern, von grossem Nutzen. Wir argumentieren jedoch, dass die Annahme, Nachtlichtindikatoren seien exogen, weil sie aus dem Weltraum stammen, in Zweifel gezogen werden muss. Nachtlichtmessungen können in der Tat von der Regierung manipuliert werden, indem verschiedene politische Entscheidungen, z. B. zur Reduktion von Lichtverschmutzung verabschiedet werden. Wenn Regierungen die von Satelliten gesammelten Daten manipulieren, um das GDP zu übertreiben, entsteht ein Zielkonflikt mit Umweltbelangen.

### Verhaltensökonomik

#### Motivation und Verdrängungseffekte
In der Wirtschaftswissenschaft wird seit jeher davon ausgegangen, dass Menschen intensiver und mehr arbeiten, wenn sie ein höheres monetäres Entgelt erhalten. Gemäss Frey können monetäre Anreize auch einen kontraproduktiven Effekt ausüben, wenn dadurch die intrinsische Motivation zur Arbeit verdrängt wird. (Siehe hierzu auch: Korrumpierungseffekt.)

#### Ökonomie der Auszeichnungen (Orden, Medaillen, Ehrungen)
Während in der Ökonomie Anreize in Form von monetärem Entgelt angesehen werden, schlägt Frey einen vermehrten Einsatz von immateriellen Anreizen, insbesondere Auszeichnungen, vor. Er verweist darauf, dass Auszeichnungen heute vor allem in profitorientierten Unternehmen eingesetzt werden.

### Glücksforschung
Frey, gemeinsam mit dem Ökonomen Alois Stutzer, waren unter den ersten, der die ökonomische Analyse auf das Phänomen des Glücks anwandte. Insbesondere haben sie gezeigt, dass nicht nur demographische und ökonomische Faktoren (wie Einkommen oder Arbeitslosigkeit) das Glück bestimmen, sondern auch institutionelle Faktoren wie Demokratie und politische Dezentralisierung.

### Corporate Governance
Frey wendet sich energisch gegen eine Leistungsentlohnung (englisch Pay for performance) und sieht Vorteile in einer fixen Besoldung. Für den Aufsichtsrat von Unternehmen schlägt er eine Zufallsauswahl aus den Stakeholdern vor, die ihre Investitionen nicht mittels Verträgen absichern können. Zu Letzteren zählen Kunden, Arbeitnehmer und die Allgemeinheit.

### New Management Ideas
Zwei seiner Beiträge in diesem Feld handeln von rotierenden CEOs («rotating CEOs») und fokussierter Zufallsauswahl («focused random selection»). Beide Konzepte stellen einen Lösungsvorschlag für die vielfältigen Probleme der Auswahl von geeigneten Führungskräften und deren Folgen dar. Diese Probleme äussern sich unter anderem bei Personen in Machtpositionen in Hybris, die belegtermassen durch die fokussierte Zufallsauswahl deutlich verringert werden kann. Das Hauptargument liegt in der geringeren Selbstlegitimation der jeweiligen Personen, da auch Zufall die finale Entscheidung mitbestimmt hat.
Weitere Vorteile der fokussierten Zufallsauswahl sind:
- Korruption und Vetternwirtschaft wird verringert
- Der Matthäus-Effekt («Wer hat, dem wird gegeben») verringert sich.
- Eine bessere Repräsentativität der Grundgesamteinheit wird ermöglicht.
- Der Geschlechterunterschied bezüglich der Wettbewerbsfreudigkeit (bzw. -aversion) wird aufgehoben.[22]

### Kunst- und Kulturökonomie
Frey befasst sich mit der Organisation von Theatern, Opern und Museen, sowie der Rendite von Investitionen in Kunstwerke. Er findet, dass sich Letztere im Vergleich zu anderen Investitionen finanziell weniger lohnen. Solche Investitionen werden dennoch getätigt, weil dabei auch eine psychische Rendite stattfindet. Gemäss der wirtschaftswissenschaftlichen Publikationsdatenbank IDEAS ist Frey weltweit führend in der Forschung auf dem Gebiet der Kulturökonomik.

#### Übertourismus
Als weiteren Beitrag zur Kulturökonomie hat Bruno S. Frey ein Buch mit dem Titel Venedig ist überall. Vom Übertourismus zum Neuen Original (2020) veröffentlicht. Als zentrales Thema wird das Phänomen des «Übertourismus» behandelt. In diesem Kontext werden ökonomische Aspekte wie externe Effekte oder Verhaltensanreize und deren Rolle für die institutionellen Rahmenbedingungen diskutiert. Darüber hinaus hat Frey (mit Andre Briviba) zwei wissenschaftliche Papiere zu dem Thema publiziert: Revived Originals – A proposal to deal with cultural overtourism; A policy proposal to deal with excessive cultural tourism.

### Ökonomie der (Aus-)Bildung
Frey befasst sich mit der Anreiz- und Organisationsstruktur der wissenschaftlichen Ausbildung und des Publikationprozesses. Zentrale Themen sind die «Top-Five»-Zeitschriften und deren Einfluss auf Berufungskommissionen, Publikationsdruck und strategische Anpassungen an die erforderlichen Metriken. Ein weiterer Beitrag, auch zusammen mit Andre Briviba und Fabian Scheidegger, in diesem Themenbereich beschäftigt sich mit den Wechselwirkungen zwischen den Metriken wissenschaftlicher Zeitschriften und dem Verhalten der Autoren im Publikationsprozess. Dabei wird der Einfluss verschiedener Arten von Druck auf ihre Entscheidungen hervorgehoben. Im Einklang mit rationaler Entscheidungsfindung, steigen Autoren im Allgemeinen im Ranking der Zeitschriften ab, wenn sie ihre Arbeiten erneut einreichen.

### Subjektives / Gefühltes Alter
Ein weiteres Gebiet der Forschungsarbeit von Frey bezieht sich auf die Determinanten und vor allem Auswirkungen der heterogenen Verteilung des gefühlten Alters. Das Phänomen aus der Gerontologie hat das Potential ökonomische Entscheidungen mit erklären zu können. Es wird angenommen, dass sich ein stärkeres Jünger fühlen mit einem erweiterten Möglichkeitsraum einhergeht und auch eine Reaktion auf Altersdiskriminierung darstellen könnte.

## Auszeichnungen
- 1965: Genossenschaftspreis der Philosophisch-Historischen Fakultät der Universität Basel
- 1996: Raymond-Vernon-Preis der Association for Public Policy and Management United States of America[30]
- 1998: Ehrendoktorwürden der Universität St. Gallen und der Universität Göteborg (Schweden)
- 1998: Fellow der Public Choice Society
- 2004: Elected Fellow der European Economic Association
- 2005: Corresponding Fellow der Royal Society of Edinburgh (FRSE)
- 2005: Distinguished CESifo Fellow Oxford University Press
- 2005: Academic Affiliate, Judge School of Business, University of Cambridge (UK)
- 2007: Gustav-Stolper-Preis, erstmals vergeben vom Verein für Socialpolitik
- 2008: Friedrich-von-Wieser-Preis, Prague Conference on Political Economy
- 2009: Ehrendoktorwürde der Freien Universität Brüssel (Belgien)
- 2010: Ehrendoktorwürde der Universität Paul Cézanne Aix-Marseille III (Frankreich)
- 2010: Distinguished Fellow der Association for Cultural Economics International (ACEI)
- 2011: Ehrendoktorwürde der Leopold-Franzens-Universität Innsbruck (Österreich)
- 2012: Röpke-Preis für Zivilgesellschaft, vergeben vom Liberalen Institut

Rankings deutschsprachiger Medien
- Im NZZ-Ranking, in dem die wissenschaftliche Leistung und die öffentliche Wahrnehmung in Medien und Politik berücksichtigt werden, belegte er 2014 sowie 2015 Platz 3 der «einflussreichsten Ökonomen in der Schweiz».[31][32]
- Im «Ökonomen-Einfluss-Ranking» der NZZ vom 21. September 2019 erreichte Frey den Rang 4 in der Schweiz und hinsichtlich Forschungsleistung Rang 2.
- Im «Deutschlands einflussreichste Ökonomen» der F.A.Z vom 21. September 2019 den Rang 5 in Deutschland.[33][34]
- Im «Handelsblatt VWL-Ranking 2019», 16. September 2019, wurde er hinsichtlich der Kategorie «Lebenswerkes» auf Rang 1 platziert.[35]

## Mitgliedschaften
- 2004 Europäische Akademie der Wissenschaften und Künste
- 2005 Korrespondierendes Mitglied der Royal Society of Edinburgh (FRSE)

## Meistzitierte Publikationen
Die folgenden Werke gelten gemäss Google Scholar als meistzitierte Werke von Bruno S. Frey: (eingesehen am 27. Mai 2024)
- Frey, B. S., & Stutzer, A. (2002). What can economists learn from happiness research?. Journal of Economic literature, 40(2), 402-435. – 5368 citations
- Frey, B. S., & Stutzer, A. (2010). Happiness and economics: How the economy and institutions affect human well-being. Princeton University Press. – 4837 citations
- Frey, B. S., & Jegen, R. (2001). Motivation crowding theory. Journal of economic surveys, 15(5), 589-611. – 4619 citations
- Frey, B. S. (1997). Not just for the money. Books. – 3901 citations
- Osterloh, M., & Frey, B. S. (2000). Motivation, knowledge transfer, and organizational forms. Organization science, 11(5), 538-550. – 3351 citations
- Frey, B. S., & Oberholzer-Gee, F. (1997). The cost of price incentives: An empirical analysis of motivation crowding-out. The American economic review, 87(4), 746-755. – 2568 citations
- Frey, B. S., & Stutzer, A. (2000). Happiness, economy and institutions. The Economic Journal, 110(466), 918-938, – 2440 citations

## Eigenplagiate

### Vorwürfe
Ab Ende April 2011 wurde Frey in Blogs und Wikis vorgeworfen, bei bestimmten Artikeln «Eigenplagiate», auch «konkurrenzierende Publikation» genannt, erstellt zu haben, ohne Studien anderer Forscher zum gleichen Thema, wenn auch mit anderer Fragestellung, zu erwähnen. So veröffentlichte er beispielsweise im Zeitraum von zwei Jahren ähnliche Artikel zum Untergang der Titanic in vier unterschiedlichen Fachzeitschriften. Weitere ähnliche Fälle sind untersucht worden. Der Begriff des «Eigenplagiats» ist allerdings umstritten, da man laut wissenschaftlichem Konsens nicht von sich selbst abschreiben kann.

### Reaktionen
Anfang Juli nahm die Universität Zürich diesbezüglich eine offizielle Untersuchung der Vorwürfe auf, veröffentlichte aber keinen offiziellen Bericht über das Resultat der Untersuchung.
Der Herausgeber des Journal of Economic Perspectives und MIT-Professor David H. Autor bezeichnete Freys Publikationsverhalten als «ethisch bedenklich und respektlos» und als einen Verstoss gegen die Publikationsrichtlinien der American Economic Association. In seiner Antwort auf Autor schrieb Frey: «Es war ein schwerer Fehler auf unserer Seite, für den wir uns vielmals entschuldigen». Medienvertretern gegenüber äußerte er, er habe schlicht «die Übersicht verloren», und bekannte: «Ich fühle mich nicht besonders schuldig.»
Research Papers in Economics, eine Online-Plattform zur Förderung der Verbreitung wissenschaftlicher Publikationen in den Wirtschaftswissenschaften und verwandten Disziplinen, setzte ihn sowie seine Koautoren Benno Torgler und David Savage auf ihre Liste von Autoren, die Eigenplagiate veröffentlicht haben.
In einem Interview mit Harald Freiberger in der Süddeutschen Zeitung berichtet Frey, dass ein Komitee von drei Wissenschaftlern, darunter ein Nobelpreisträger, den Fall untersucht und Freys Verhalten als fehlerhaft bezeichnet habe, gleichzeitig aber als eine lässliche Sünde ansehe.

## Veröffentlichungen (Auswahl)
Frey publizierte mehr als 350 Artikel in wissenschaftlichen Zeitschriften. Er gehört zu der Gruppe der Most Highly Cited Researchers (ISI Web of Knowledge, Institute, Thomson, seit 2009).
als Autor:
- Methodische und empirische Grundlagen der Bildungsprognose in Baden-Württemberg. Dissertation, Basel 1966.
- Umweltökonomie. Vandenhoeck & Ruprecht, Göttingen 1972, ISBN 3-525-33329-3.
- Moderne Politische Ökonomie. Piper, München 1977, ISBN 3-492-02312-6.
- Theorie demokratischer Wirtschaftspolitik. Vahlen, München 1981, ISBN 3-8006-0846-4.
- mit Hannelore Weck und Werner W. Pommerehne: Schattenwirtschaft. Vahlen, München 1984, ISBN 3-8006-1029-9.
- Internationale Politische Ökonomie. Vahlen, München 1985, ISBN 3-8006-1137-6.
- mit Hannelore Weck-Hannemann und Werner W. Pommerehne: Die heimliche Wirtschaft. Res publica helvetica 18. Haupt, Bern 1986, ISBN 3-258-03541-5.
- Ökonomie ist Sozialwissenschaft. Die Anwendung der Ökonomie auf neue Gebiete. Vahlen, München 1990, ISBN 3-8006-1439-1.
- mit Werner W. Pommerehne: Musen und Märkte. Ansätze einer Ökonomik Kunst. Vahlen, München 1993, ISBN 3-8006-1700-5.
- Not just for the money. An economic theory of personal motivation. E. Elgar, Cheltenham [u. a.] 1997, ISBN 1-85898-509-9.
- Markt und Motivation. Wie ökonomische Anreize die (Arbeits-) Moral verdrängen. Vahlen, München 1997, ISBN 3-8006-2168-1.
- Ein neuer Föderalismus für Europa: Die Idee der FOCJ. Mohr Siebeck, Tübingen 1997, ISBN 3-16-146790-6.
- mit Reiner Eichenberger: The New Democratic Federalism for Europe. Functional, Overlapping and Competing Jurisdictions. Edward Elgar Publishing Limited, Cheltenham, 1999, ISBN 1-84064-004-9, ISBN 1-84376-901-8.
- Arts & Economics. Analysis & Cultural Policy. Springer Verlag, Berlin, Heidelberg, New York, 2000, ISBN 3-540-67342-3.
- mit Margit Osterloh: Managing Motivation. Wie Sie die neue Motivationsforschung für Ihr Unternehmen nutzen können. Gabler, Wiesbaden 2000, ISBN 3-409-11631-1.
- Inspiring Economics: Human Motivation in Political Economy. Edward Elgar Publishing Ltd., Cheltenham, UK and Northampton, Mass., 2001, ISBN 1-84064-205-X.
- mit Alois Stutzer: Happiness and economics. How the economy and institutions affect well-being. Princeton University Press, Princeton (N.J.) 2002, ISBN 0-691-06998-0, ISBN 0-691-06997-2.
- Dealing with Terrorism: Stick or Carrot. Edward Elgar Publishing Ltd., Cheltenham, UK and Nothhampton, Mass., 2004, ISBN 1-84376-828-3, ISBN 1-84542-258-9.
- Happiness: A Revolution in Economics. The MIT Press, Cambridge, MA und London, England 2008, ISBN 978-0-262-06277-0.
- mit Claudia Frey Marti: Glück – Die Sicht der Ökonomie. Rüegger Verlag, Zürich und Chur 2010, ISBN 978-3-7253-0936-8.
- mit Margit Osterloh: Academic Rankings between the «Republic of Science» and «New Public Management». The Economics of Economists, edited by Alessandro Lanteri and Jack Vromen, Cambridge University Press, 2014, ISBN 978-1-107-01570-8.
- mit Lars P. Feld und Sarah Necker: Happiness of economists. In: Applied Economics. Band 47, Nr. 10, 2015, S. 990–1007. ISSN 0003-6846, doi:10.1080/00036846.2014.985374.
- mit Ho Fai Chan, Jana Gallus und Benno Torgler: Academic honors and performance. In: Labour Economics. 31. Dezember 2014, S. 188–204, doi:10.1016/j.labeco.2014.05.005, ISSN 0927-5371.
- mit Jana Gallus: Happiness: Research and Policy Considerations. In: Toshiaki Tachibanaki (Hrsg.): Advances in Happiness Research – A Comparative Perspective (= Part of the series Creative Economy). Springer Japan, Tokyo / Heidelberg / New York / Dordrecht / London (30. Januar) 2016, S. 9–21, doi:10.1007/978-4-431-55753-1, ISBN 978-4-431-55752-4.
- mit Alois Stutzer: Policy Consequences of Happiness Research. In: Policies for Happiness, eds. Stefano Bartolini, Ennio Bilancini, Luigino Bruni, Pier Luigi Porta. Oxford University Press, Oxford, March 10, 2016, pp. 21-35, ISBN 978-0-19-875873-0.
- mit Jana Gallus: Honours versus Money: The Economics of Awards. Oxford University Press, 2017 Oxford, ISBN 978-0-19-879850-7.[51]
- mit Jana Gallus: Motivation and Awards. In: The Cambridge Handbook of Psychology and Economic Behaviour, 2nd edition, ed. Alan Lewis, Cambridge University Press, Cambridge, 2018, Part VII – New Horizons, pp. 697–712, ISBN 978-1-107-16139-9. doi:10.1017/9781316676349.[52]
- mit Margit Osterloh: Migration Policy – What can we Learn from Cooperatives?. In: Althammer Jörg, Neumärker Bernhard, Nothelle-Wildfeuer Ursula (eds) (2019). Solidarity in Open Societies. Springer VS, Wiesbaden, Chapter 2: Applications, pp. 267–282, (online first 8 June 2019) doi:10.1007/978-3-658-23641-0 15, Print: ISBN 978-3-658-23640-3, 22 July 2019.
- Political Economy of Statistics: Manipulating Data (2020). SSRN doi:10.2139/ssrn.3705352.
- Venedig ist überall. Vom Übertourismus zum Neuen Original, Springer, 2020, ISBN 978-3-658-30278-8
- mit Andre Briviba: Revived Originals – A proposal to deal with cultural overtourism (2020). Tourism Economics. doi:10.1177/1354816620945407
- Festivals. Edward Elgar Publishing. Handbook of Cultural Economics (2020).
- Happiness Policy: Technocratic or Democratic? University of California Press (2020). doi:10.1525/gp.2020.12041.
- mit Anthony Gullo: Sic transit gloria mundi: What remains of famous economists after their deaths? Springer (2020). doi:10.1007/s11192-020-03393-w
- mit Margit Osterloh: How to avoid borrowed plumes in academia. North-Holland (2020). doi:10.1016/j.respol.2019.103831
- mit Lasse Steiner, Lisa Leinert: Economics, Religion and Happiness. Springer (2020). doi:10.1007/978-3-658-16205-4 3
- mit Margit Osterloh: Zehn Fragen an den Bundesrat. CREMA (2020). http://www.crema-research.ch/bawp/2020-05.pdf
- Overcoming Overtourism. Creating Revived Originals, Springer, Cham, Switzerland (2021), ISBN 978-3-030-63814-6
- mit Oliver Zimmer: Mehr Demokratie wagen. Für eine Teilhabe aller. Aufbau, Berlin 2023, ISBN 978-3-351-04175-5.
- Camouflage: A dominant reaction toworsening conditions. Rationality and Society, January 2023, https://doi.org/10.1177/10434631231157588
- mit Fabian Scheidegger und Andre Briviba: Behind the curtains of academic publishing: strategic responses of economists and business scholars. Scientometrics, 22 June 2023, https://doi.org/10.1007/s11192-023-04772-9
- mit Andre Briviba: The Role of the Top Five Economics Journals in Germany, Das Hochschulwesen, HSW 1+2/2023. http://dx.doi.org/10.2139/ssrn.3827874
- mit Andre Briviba: Heterodoxy Needs Institutional Backing. Journal of Philosophical Economics, October 13, (2023), https://doi.org/10.46298/jpe.10889
- mit Christian R. Ulbrich: Automated Democracy: Die Neuverteilung von Macht und Einfluss im digitalen Staat. Verlag Herder, Freiburg (2024), ISBN 978-3-451-39696-0
- mit Andre Briviba, Louis Moser und Sandro Bieri: Governments manipulate official Statistics: Institutions matter. European Journal of Political Economy 82 (2024), 4. April 2024. https://doi.org/10.1016/j.ejpoleco.2024.102523
- mit Andre Briviba und Fabian Scheidegger: Publish under Pressure – an Empirical Analysis of Academics. Strategic Behavior, SSRN (Social Science Research Network) Preprint, 29 February 2024. http://dx.doi.org/10.2139/ssrn.4714384
- mit Lars P. Feld und Melanie Häner: Demokratische Wirtschaftspolitik. Verlag Franz Vahlen München (2024), 4., vollständig überarbeitete Auflage, ISBN 978-3-8006-7284-4

als Herausgeber:
- mit David Iselin: Economic Ideas You Should Forget. Springer International Publishing, 2017, ISBN 978-3-319-47457-1.
- Wirtschaftswissenschaftliche Glücksforschung. Kompakt – verständlich – anwendungsorientiert. Gabler Verlag, 2017, ISBN 978-3-658-17777-5.
- mit Jana Gallus: Honours versus money. The Economics of Awards. Oxford: Oxford University Press, 2017, ISBN 978-0-19-879850-7.
- Economics of Happiness. Springer International Publishing , 2018, ISBN 978-3-319-75806-0.
- mit Christoph A. Schaltegger: 21st Century Economics. Economic Ideas You Should Read and Remember. Springer International Publishing, 2019, ISBN 978-3-030-17739-3.
- Ökonomik der Kunst und Kultur. Kompakt – verständlich – anwendungsorientiert. Springer Gabler, Wiesbaden, 2019, ISBN 978-3-658-26679-0.